# Межозерний (Челябінська область)
Межозерний (рос. Межозёрный) — робітниче селище у Верхньоуральському районі Челябінської області Російської Федерації.
Входить до складу муніципального утворення Міжозерне сільське поселення. Населення становить 6976 осіб (2017).

## Історія
Від 4 листопада 1926 року належить до Верхньоуральського району Челябінської області.
Згідно із законом від 24 червня 2004 року органом місцевого самоврядування є Міжозерне сільське поселення.

## Населення
| 2002  | 2005  | 2006  | 2007  | 2008  | 2009  | 2010  |
| ----- | ----- | ----- | ----- | ----- | ----- | ----- |
| 8282  | ↘7921 | ↘7672 | ↘7585 | ↘7483 | ↗8141 | ↘7357 |
| 2011  | 2012  | 2013  | 2014  | 2015  | 2016  | 2017  |
| ↗7367 | ↘7311 | ↘7217 | ↘7164 | ↘7130 | ↘7075 | ↘6976 |